# إسكندر القصري
إسكندر القصري (وُلد في 29 أغسطس 1958) هو مدرب كرة قدم تونسي ومدير فني. في 22 أكتوبر 2024 أعلن الترجي الرياضي التونسي على نهاية التعاقد بصفة رسمية مع المدرب البرتغالي ميغال كاردوزو و الطاقم الفني الأجنبي المتواجد معه وذلك على إثر الإتفاق الذي تم بين الطرفين، وانضمام إسكندر القصري إلى تركيبة الإدارة الفنية للنادي وتولّيه الإشراف بصفة مؤقتة على تمارين الفريق الأول إلى حين التعاقد مع المدرب الجديد.

## روابط خارجية
إسكندر القصري على موقع قاعدة بيانات كرة القدم.إي يو (الإنجليزية)
- إسكندر القصري على موقع عالم كرة القدم.نت (الإنجليزية)